# Taxisco
Taxisco est une ville du Guatemala dans le département de Santa Rosa.